# دارایی قابل توجه فرهنگی

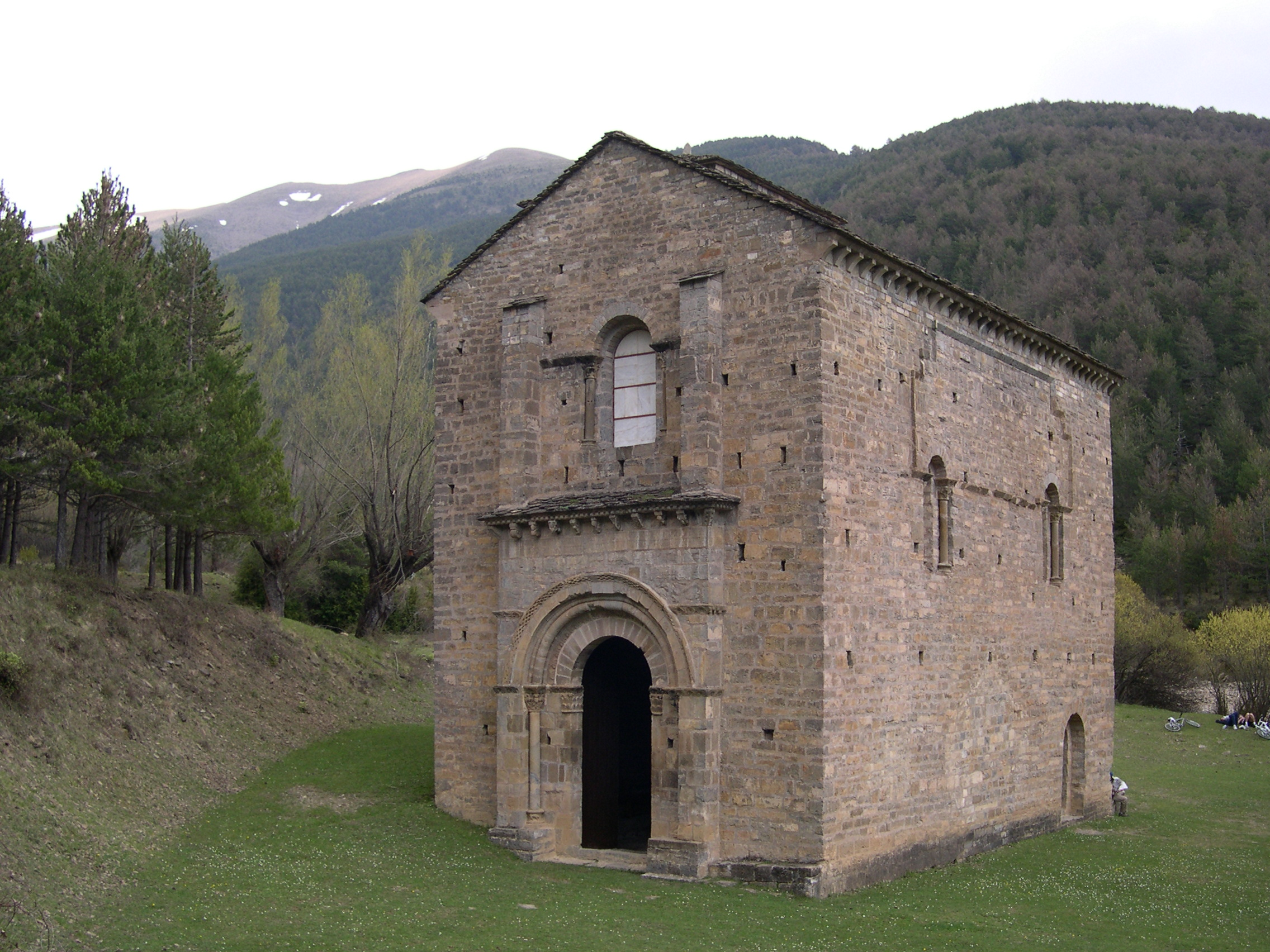
کلیسایی رومی در آراگون با وضعیت «دارایی قابل توجه فرهنگی»

دارایی قابل توجه فرهنگی (Bien de Interés Cultural) یا به اختصار «BIC» یک رده از نظام ثبت میراث فرهنگی-تاریخی در اسپانیاست. این اصطلاح در کشورهای اسپانیایی‌زبان دیگر مانند کلمبیا نیز به‌کار می‌رود.
این عبارت به‌طور تحت‌اللفظی به معنای «دارایی دارای اهمیت فرهنگی» است (دارایی در معنای اقتصادی آن). این رده نه‌تنها شامل میراث مادی (مانند اموال فرهنگی ملموس نظیر بناها و آثار هنری منقول) می‌شود، بلکه میراث فرهنگی ناملموس را نیز دربرمی‌گیرد؛ مانند زبان سیلبو گومرو (زبان سوت‌زنی سنتی جزایر قناری).
برخی از این دارایی‌ها تحت حفاظت بین‌المللی نیز هستند، مانند آن‌هایی که در فهرست میراث جهانی یا شاهکارهای شفاهی و ناملموس میراث بشری قرار گرفته‌اند.

## تاریخچه
در اسپانیا، دسته‌بندی «دارایی قابل توجه فرهنگی» از سال ۱۹۸۵ به وجود آمد. این عنوان، جایگزین دسته‌بندی پیشین یعنی «بنای یادمان ملی» شد. هدف از این تغییر، گسترش دامنهٔ حفاظت قانونی به طیف وسیع‌تری از اموال فرهنگی بود — از جمله آثار تاریخی، هنری، باستانی و حتی برخی اشکال میراث ناملموس.
این دسته‌بندی گاهی در انگلیسی به‌صورت «Cultural Interest Asset» (دارایی با اهمیت فرهنگی) ترجمه شده است.
در نظام جدید، بنای یادبود همچنان حفظ شده، اما اکنون تنها یکی از زیرمجموعه‌های ردهٔ گسترده‌تر دارایی‌های قابل توجه فرهنگی محسوب می‌شود.

## زیرشاخه‌ها

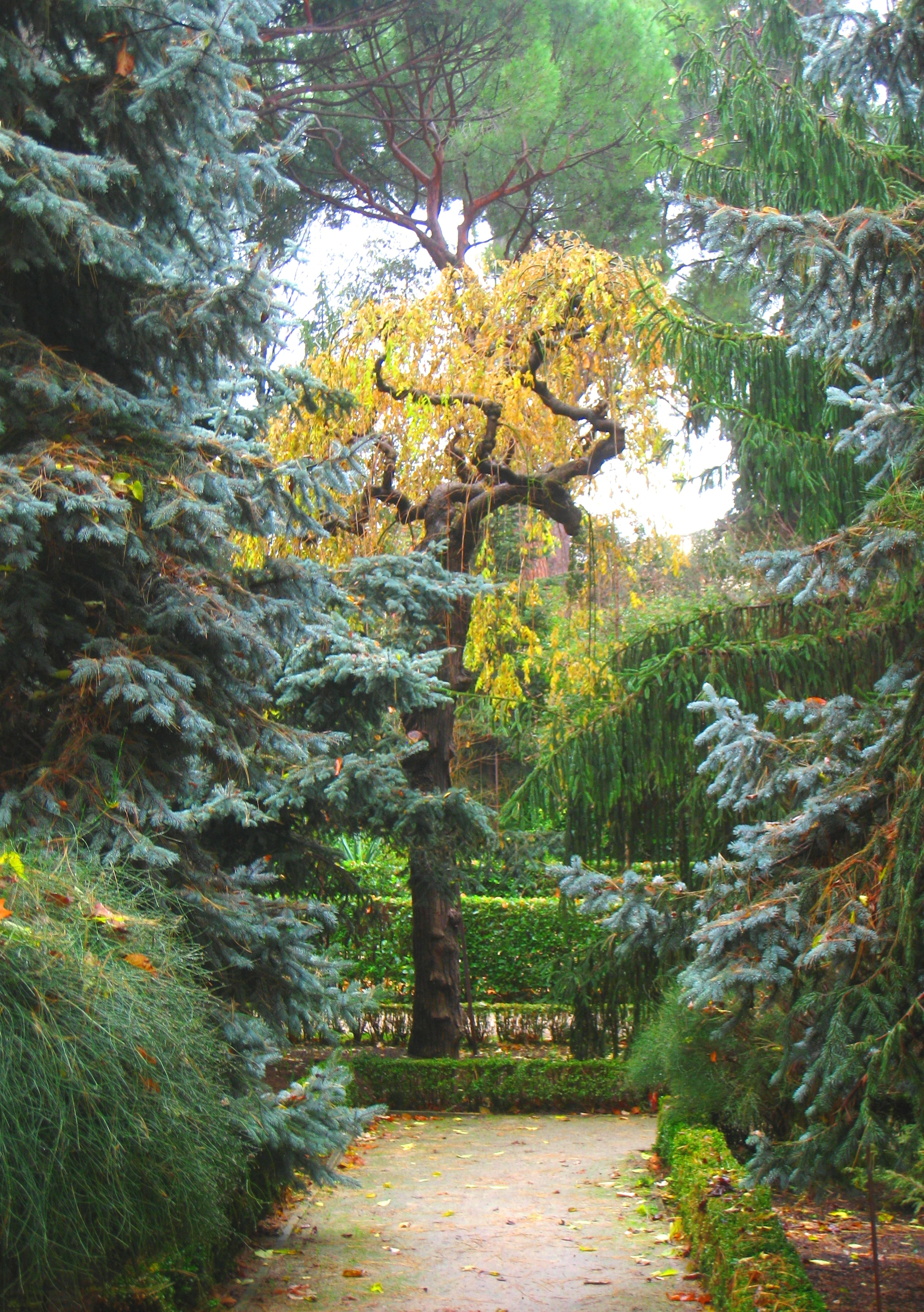
باغ تاریخی: باغ گیاه‌شناسی سلطنتی، مادرید

دارایی‌های منقول که به‌عنوان دارایی قابل توجه فرهنگی ثبت شده‌اند، شامل مواردی مانند آثار باستانی، اسناد و آثار هنری بزرگ می‌شوند. این اشیای محافظت‌شده ممکن است در ساختمان‌هایی نگهداری شوند که خودشان نیز تحت عنوان BIC ثبت شده‌اند.
دارایی‌های غیرمنقول به چند دسته تقسیم می‌شوند:
- بنای یادبود (Monumento)
- مجموعه تاریخی (Conjunto histórico): شامل بافت‌ها یا گروهی از بناها با ارزش تاریخی
- باغ تاریخی (Jardín histórico): مانند باغ گیاه‌شناسی سلطنتی مادرید
- محوطه تاریخی (Sitio histórico): که به چشم‌اندازهای فرهنگی گفته می‌شود، مانند معادن میناس د ریوتینتو
- منطقه باستان‌شناسی (Zona arqueológica): مانند محوطه باستانی آتاپوئرکا

## گونه‌های منطقه‌ای

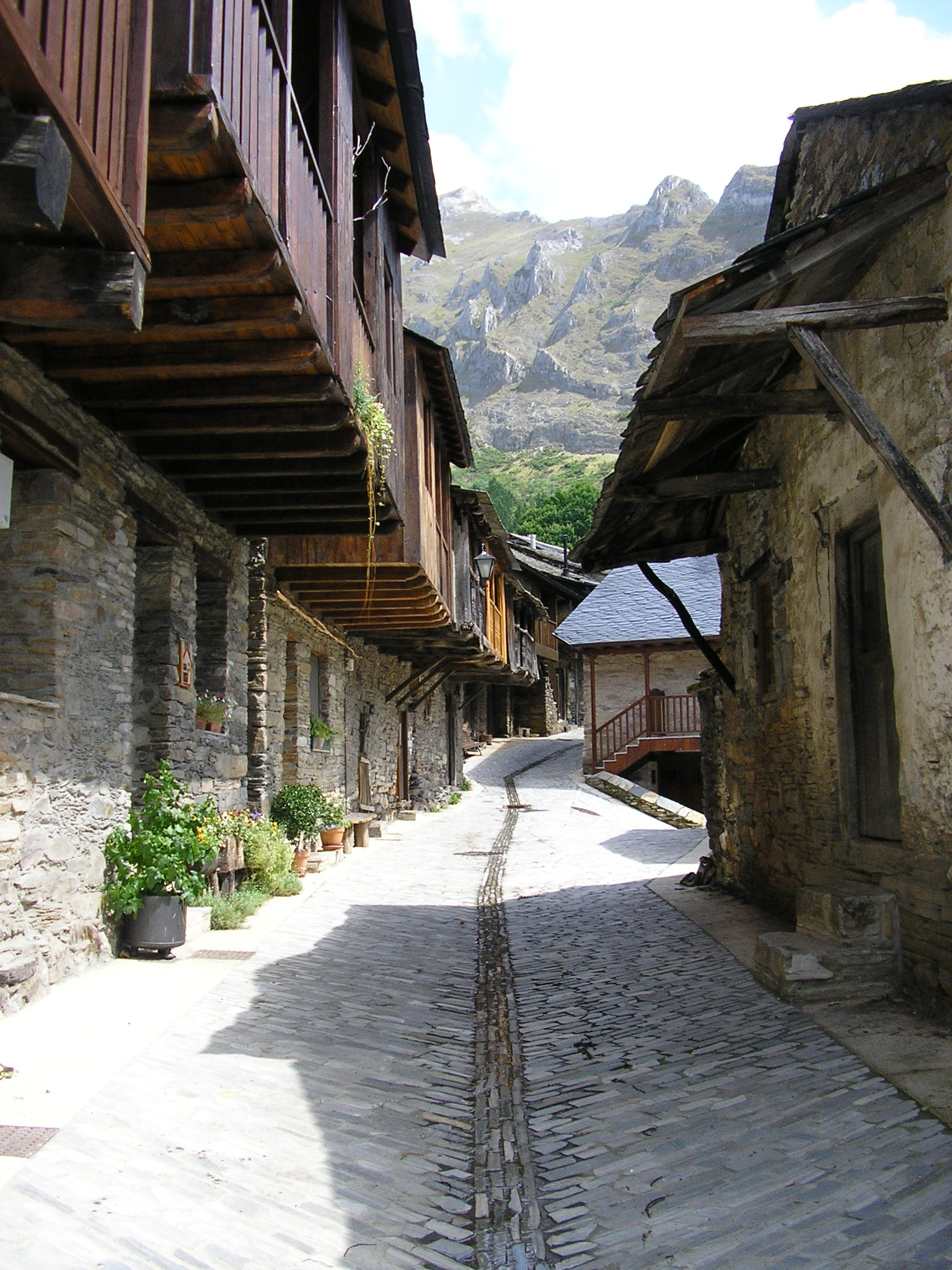
این روستا به‌عنوان یک مجموعه مردم‌شناختی به رسمیت شناخته شده است.

در ساختار نظام میراث اسپانیا، هر بخش خودمختار فهرست و نظام ثبت اختصاصی خود را دارد (در قالب نظام کلی «میراث تاریخی اسپانیا» یا Patrimonio histórico español). با این حال، تفاوت‌هایی در رویکردها میان مناطق مختلف وجود دارد. یک نمونه آن، موضوع گاوبازی است: در سطح ملی، گاوبازی اکنون تحت نظارت وزارت فرهنگ است. اما دولت منطقه‌ای مادرید آن را بخشی از میراث فرهنگی شایستهٔ حفاظت می‌داند. در مقابل، در کاتالونیا ممنوعیت گاوبازی در سال ۲۰۱۲ به اجرا درآمد—گرچه این ممنوعیت بعدتر توسط دیوان عالی اسپانیا لغو شد.